# Premier dimanche de l'Avent
Le premier dimanche de l'avent, surnommé « dimanche de Levavi », se situe entre 4 et 3 semaines avant Noël dans le calendrier liturgique romain et dans le protestantisme. Il marque le début de l'Avent mais également de toute l'année liturgique.

## Traditions du premier dimanche de l'Avent
Traditionnellement, les chrétiens allument la première bougie de la couronne de l'Avent, et installent chez eux les décorations de Noël, le sapin de Noël ou encore la crèche de Noël.
Dans les églises luthérienne, anglicane et méthodiste, le célébrant porte des vêtements de couleur violette ou bleue ce jour-là, et la première bougie de l'Avent violette ou bleue est allumée pendant le culte. Dans l'Église de Suède, par contre, la couleur liturgique est blanche pour en signifier la joie. Dans l'Église catholique, la couleur est le violet ou pourpre.
Dans les rites ambrosien et mozarabe, l'Avent compte six semaines au lieu de quatre, et commence donc deux semaines plus tôt. C'est le cas également du Jeûne de la Nativité, équivalent de l'Avent pour les Églises d'Orient — Églises orthodoxes et Églises catholiques de rite byzantin — et qui dure quarante jours.

## Les textes proposés comme lectures pendant la messe catholique
Les années A :
- Première lecture : Livre d'Isaïe, chapitre 2, versets 1 à 5 (voir le livre d'Ésaïe sur Wikisource)
- Psaume : le psaume 121 (122) : Quelle joie quand on m'a dit (voir le Psaume 122 sur Wikisource)
- Deuxième lecture : Lettre de saint Paul apôtre aux Romains, chapitre 13, versets 11 à 14 (voir l'épître aux Romains sur Wikisource)
- Évangile : Évangile selon Matthieu, chapitre 24, versets 37 à 44 (voir l'Évangile selon saint Matthieu sur Wikisource)

Les années B :
- Première lecture : Livre d'Isaïe, du chapitre 63, verset 16 au chapitre 64, verset 7 (voir le livre d'Ésaïe sur Wikisource)
- Psaume : le psaume 79 (80), 2 : Dieu, fais-nous revenir (voir le Psaume 80 sur Wikisource)
- Deuxième lecture : Première lettre de saint Paul apôtre aux Corinthiens, chapitre 1, versets 3 à 9 (voir la première épître aux Corinthiens sur Wikisource)
- Évangile : Évangile selon Marc, chapitre 13, versets 33 à 37 (voir l'Évangile selon saint Marc sur Wikisource)

Les années C :
- Première lecture : Livre de Jérémie, chapitre 33, verset 14 à 16 (voir le livre de Jérémie sur Wikisource)
- Psaume : le psaume 24 (25), 4 : Vers toi, Seigneur, j'élève mon âme (voir le Psaume 25 sur Wikisource)
- Deuxième lecture : Première lettre de saint Paul apôtre aux Thessaloniciens, du chapitre 3, verset 12 au chapitre 4, verset 9 (voir la première épître aux Thessaloniciens sur Wikisource)
- Évangile : Évangile selon Luc, chapitre 21, versets 25 à 36 (voir l'Évangile selon saint Luc sur Wikisource)